# Paul Charpentier
Paul Charpentier,  med okänt födelsedatum, var en fransk kemist hos Rhône-Poulenc som skapade den första substansen inom läkemedelsgruppen neuroleptikum. 
Sent 1940-tal fick han och hans forskningsteam ihop en substans och användes första gången år 1949. Denna kom att vara Hibernal. Det gick framgångsrikt då substansen visade sig ha dämpningseffekt på psykoser, och att FDA godkände Hibernal. Begreppet "antipsykotiska" var ett rätt okänt begrepp på den tiden för inget läkemedel mot psykoser fanns tidigare men i och med Hibernal fick begreppet stor spridning.